# 공주시·연기군
공주시·연기군은 대한민국의 옛 국회의원 선거구이다. 당시 충청남도 공주시와 연기군 지역을 관할했다.

## 역사
대한민국 제16대 국회의원 선거를 앞두고 공주시 선거구, 연기군 선거구가 통합되면서 신설되었다. 
2012년 7월 1일을 기해 연기군 전 지역이 세종특별자치시로 출범하였다. 이에 대한민국 제19대 국회의원 선거를 앞두고 세종특별자치시 선거구가 신설되었으며 남은 공주시 지역도 공주시 선거구로 독립되면서 폐지되었다.

## 역대 국회의원
| 선거   | 정당 | 정당         | 의원   |
| ------ | ---- | ------------ | ------ |
| 2000년 |      | 자유민주연합 | 정진석 |
| 2004년 |      | 열린우리당   | 오시덕 |
| 2005년 |      | 무소속       | 정진석 |
| 2008년 |      | 자유선진당   | 심대평 |

## 역대 선거 결과

### 대한민국 제16대 국회의원 선거
|  | 25.18% |

|  | 21.75% |

|  | 19.21% |

|  | 16.46% |

|  | 8.11% |

|  | 3.72% |

|  | 2.76% |

|  | 1.56% |

|  | 0.64% |

|  | 0.55% |

### 대한민국 제17대 국회의원 선거
|  | 46.64% |

|  | 35.51% |

|  | 8.93% |

|  | 8.90% |

### 2005년 대한민국 재보궐선거
|  | 43.3% |

|  | 35.7% |

|  | 6.6% |

|  | 6.5% |

|  | 4.0% |

|  | 3.9% |

### 대한민국 제18대 국회의원 선거
|  | 63.32% |

|  | 25.45% |

|  | 5.42% |

|  | 4.49% |

|  | 1.30% |